# 울산시 남구
울산시 남구는 대한민국의 옛 국회의원 선거구이다. 당시 경상남도 울산시 남구 지역을 관할했다.

## 역사
1985년 7월, 울산시에 구제가 실시되면서 남구가 처음 설치되었다. 제13대 국회의원 선거를 앞두고 울산시·울주군 선거구에서 남구 지역을 관할하는 선거구로 분리되어 신설되었다.
제15대 국회의원 선거를 앞두고 선거구가 갑, 을로 분구됨에 따라 폐지되었다.

## 역대 국회의원
| 선거   | 정당 | 정당       | 의원   |
| ------ | ---- | ---------- | ------ |
| 1988년 |      | 통일민주당 | 심완구 |
| 1992년 |      | 통일국민당 | 차수명 |

## 역대 선거 결과

### 대한민국 제13대 국회의원 선거
|  | 45.21% |

|  | 36.13% |

|  | 16.52% |

|  | 2.12% |

### 대한민국 제14대 국회의원 선거
|  | 52.09% |

|  | 32.98% |

|  | 6.13% |

|  | 6.08% |

|  | 2.69% |